# Христианский социализм

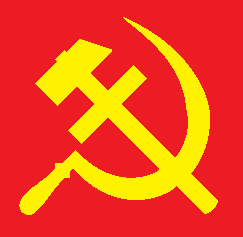
Один из символов христианского социализма: совмещение серпа и молота с христианским крестом

Христиа́нский социали́зм — направление общественной мысли, стремящееся объединить социалистическую модель экономики с традиционной христианской этикой.

## Сущность
Христианский социализм предлагает для решения коренных проблем социума использовать моральное совершенствование, христианскую любовь и сотрудничество классов, а такие явления как капитализм, эгоизм и эксплуатация полностью уничтожить. Христианские социалисты стремятся к социальной справедливости, а церковь и религии видят как помощников. Данная идеология подразумевает построение общества, где будут существовать справедливое разделение ресурсов, честность, равенство всех людей, любовь к ближнему (братство), нравственность. В основу такого общества должны быть положены гуманизм и учение Христа. Христианские социалисты полагают, что при таком образе человечество достигнет христианского спасения, то есть через социальное благополучие люди избавятся от греха.
Несмотря на свой упор на христианство, христианские социалисты считают, что религия является личным выбором каждого человека.
Сторонники христианского социализма считают, что социализм и христианство имеют много общего:
- Отказ от материальных благ в пользу духовного богатства/идеологии.
- Жертвенность ради ближнего/общего дела.
- Идеал воссоединения во Христе/равенства и братства.
- Служение/безвозмездная общественная работа.

Капитализм — путь дьявола и эксплуатации. Если вы действительно хотите смотреть на вещи глазами Иисуса Христа — который, по-моему, был первым социалистом, — только социализм может действительно создать достойное общество. — Уго Чавес
Также распространены сравнения социалистической системы с жизнью первых христиан.

Все же верующие были вместе и имели всё общее: и продавали имения и всякую собственность, и разделяли всем, смотря по нужде каждого.— Деян. 2:44—45
Сама идеология возникла в первой половине XIX века. В числе родоначальников — Ф. Ламенне (Франция), Ф. Д. Морис, Ч. Кингсли (Великобритания). Во второй половине XIX века Отто фон Бисмарк обозначал свою программу социальных реформ как «прикладное христианство» и «государственный социализм». Ряд принципов христианского социализма включён в социальную доктрину современного католицизма. В ряде стран существуют христианско-социалистические партии (Швейцария, Италия, Чили, Эквадор), общественные организации (Брудербонд в ЮАР) и группы в социалистических партиях (Великобритания — в лейбористской партии).

## Отношения с несоциалистическим христианством
Римско-католическая церковь в своём социальном учении изначально жёстко отвергала социализм (Rerum Novarum).
В своей современной социальной концепции РПЦ призывает к справедливому распределению продуктов труда и осуждает «передел собственности с попранием прав её законных владельцев».

## Отношения с нехристианским социализмом
Созданный Иосифом Дицгеном диалектический материализм изначально находился в остром конфликте с христианским социализмом. Но, напротив, став коммунистами, Карл Маркс и Фридрих Энгельс отказались от своих ранних радикальных взглядов на христианство и христианский социализм. Как объяснял П. А. Кропоткин, это связано с тем, что учение о гегемонии пролетариата могло укрепиться и правильно пониматься только там, где люди воспитывались в культурной среде, проросшей из веры в гегемонию пролетария (плотника) Иисуса Христа. «То, как понимают коммунизм член Французской коммунистической партии Пабло Пикассо и товарищ Мао Цзэдун, — не одно и то же», — говорил позднее Н. С. Хрущёв. Точно так же и понимание взаимоотношений теории самого Карла Маркса и христианского социализма у Маркса и Энгельса, с одной стороны, и Хрущёва, с другой, — далеко не одно и то же.
Большевизм декларировал сотрудничество с христианами-социалистами, отрицая теорию христианского социализма.

Единство этой действительно революционной борьбы угнетённого класса за создание рая на земле важнее для нас, чем единство мнений пролетариев о рае на небе.— В. И. Ленин

## В РСФСР/СССР

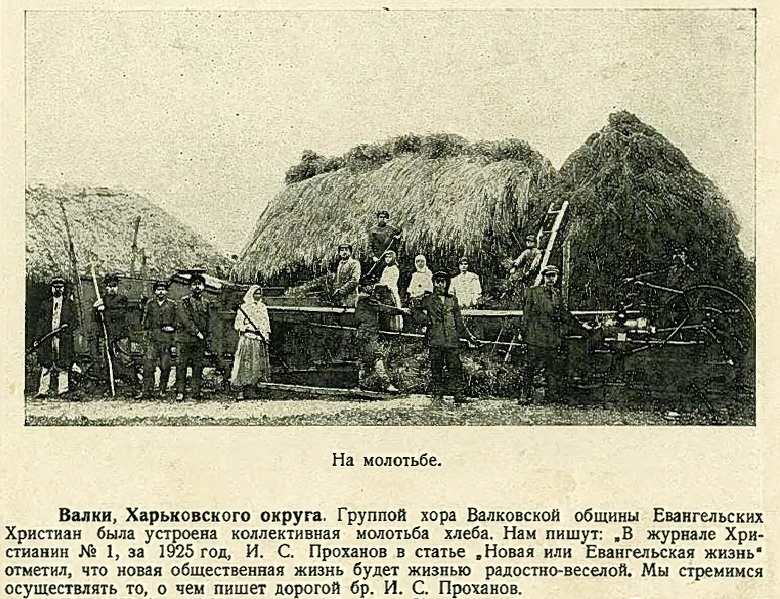
Коллективный труд евангельских христиан (прохановцев). Обратите внимание на заметку ниже фотографии

Лидер евангельских христиан И. С. Проханов признавался, что ему были близки идеи социализма: «я полностью симпатизировал всем этим идеалам и желал, чтобы они осуществились как можно скорее». Разумеется, он не мог принять свойственного социализму отрицания Христа и вообще религии «потому что их идеи свободы, равенства и братства и социалистических принципов заимствовались часто из учения Христа и его религии». Как отмечал богослов А. Пузынин, по замыслу И. С. Проханова, христианство должно было дополнить социализм, «чтобы сделать его совершенным».
После революции 1917 года И. С. Проханов стал вдохновителем движения христианской экономической кооперации (создания христианских коммун, артелей, товариществ и т. д.). Богословская и теоретическая база для христианской кооперации была создана им в брошюре «Евангельское христианство и социальный вопрос» (1918 год) и программной статье «Новая, или Евангельская жизнь» (1925 год).
В брошюре Проханов сослался на библейский пример Иерусалимской общины, как первой христианской коммуны (Деян. 4:32). Он предложил три формы христианской кооперации: всеобщина, полувсеобщина и простая община. Всеобщина предполагала полное обобществление всего имущества, полувсеобщеобина — земель и орудий производства и, наконец, простая община предусматривала объединение только при продаже продукции, а также общем содержании заводов, маслобоен, мельниц и т. п. Он также составил типовой Устав трудовой христианской общины и дал детальные рекомендации по её устройству, функционированию и быту.
В статье «Новая, или Евангельская жизнь» И. С. Проханов развил свои идеи и ярко изобразил будущий протестантский «Город Солнца». По мнению историка-богослова А. Пузынина, представления Проханова о будущей жизни перекликались с ожиданиями христиан наступления Тысячелетнего Царства.
В 1927 году Проханов приступил к воплощению своей идеи создания образцовых религиозно-трудовых поселений, начав реализацию проекта Евангельск.
Однако из-за ужесточения политики СССР в отношении протестантов, проект не был реализован, само движение христианской кооперации свёрнуто, христианские сельскохозяйственные коммуны («сектантские колхозы») — ликвидированы.

## Исследования
- М. М. Шенман, «Христианский социализм» (глава III), М., Наука, 1969
- Р. Обер, «Социальное христианство». М., 1970
- М. Я. Домнич, «Очерки истории христианского синдикализма», М., 1976
- Е. Шацкий, «Утопия и традиция», М., 1990
- А. Е. Штекли, «Утопии и социализм», М., 1993
- Эткинд А. Выдержки из книги Хлыст (Секты, литература и революция) — М., 1998
- Шеррер Ю. В поисках «христианского социализма» в России // Вопросы философии. 2000. N 12. С. 88-135.
- И. Ю. Новиченко, «Чарльз Кингсли и английский христианский социализм середины XIX века», М., РОССПЭН, 2001